# Мари (криптид)
Мари (енгл. Murray) је наводно криптид из околине језера Мари на острву Нова Гвинеја. Опис Марија је налик опису криптида Диносаура са Нове Британије и Буруњора.

## Опис криптида
Описује се као диносаур Теропод из породице Тираносаура, као што је славни Т-рекс. Дуг је 6,09 метара и широк 1,82 метара. Има кратке руке и задње ноге дебеле као дебло палме, дуг реп, масивну главу са очима великим као у говеда и оштрим зубима дугим као прсти у одраслог човјека. Кожа му је љускава и слична крокодилској, зелене боје због ситни алги на површини, и низ леђа има троугласте наборе. Добар је пливач и зна се добро стопити са околином (нпр. на површини језера зна имитирати дебло које плута). Мари је агресивна животиња и од првог виђења овог бића десили су се многи нестанци људи и стоке у околини језера Мари.

## Хронологија сусрета са овим бићем и виђења
- Прво виђење Марија се десило 11. децембра 1999. године, кад је мања група сељака, док је весла у кануима, видјела биће налик на диносаура Теропода како плива у плитким водама језера око отока Бобоа.
- Исте године два мисионара су видјели слично биће на овом подручју.
- У јуну 2000. године мисионари из провинције Папуа, који су путовали у регију језера Муреј су испитивали локано становништво о Марију и показивали им слике диносаура из палеонтолошки књига. Кад су показали слику Т-рекса, становници су постали узнемирени и потврдили су да Мари наликује на овог диносаура.
- У јуну 2013. године је виђено је биће налик диносауру Тероподу.